# Valverde del Majano
Valverde del Majano é um município da Espanha na província de Segóvia, comunidade autónoma de Castela e Leão, de área 31 km² com população de 680 habitantes (2004) e densidade populacional de 18,02 hab/km².

## Demografia
| Variação demográfica do município entre 1991 e 2004 | Variação demográfica do município entre 1991 e 2004 | Variação demográfica do município entre 1991 e 2004 | Variação demográfica do município entre 1991 e 2004 |
| --------------------------------------------------- | --------------------------------------------------- | --------------------------------------------------- | --------------------------------------------------- |
| 1991                                                | 1996                                                | 2001                                                | 2004                                                |
| 526                                                 | 485                                                 | 521                                                 | 561                                                 |